# Liu Ailing
Liu Ailing (chinesisch 劉愛玲 / 刘爱玲, Pinyin Liú Àilíng; * 2. Mai 1967 in Baotou) ist eine ehemalige chinesische Fußballspielerin.

## Karriere

### Klub
Nachdem sie erst mit 17 Jahren mit dem Fußball spielen angefangen hatte, schloss sie sich im Jahr 1994 dem damaligen japanischen Zweitligisten Tasaki Perule FC an. Nachdem sie mit dem Klub sofort den Aufstieg schaffte, verblieb sie hier am Ende bis zum Jahr 1997. Danach kehrte sie wieder in die Volksrepublik China zurück, wo sie wie schon vorher wieder in Beijing spielte.
Im Jahr 2000 wurde sie dann beim ersten Draft für die kommende WUSA in der ersten Runde von Philadelphia Charge gepickt. So gab sie mit 34 Jahren ihr Profi-Debüt in den USA und steuerte dabei in der ersten Saison der Liga zehn Tore bei. Nach einer schwächeren Folgesaison beendete sie ihre Karriere hier dann auch.

### Nationalmannschaft
Ihr Debüt in der chinesischen A-Nationalmannschaft gab sie im Jahr 1987. Mit der Mannschaft nahm sie an den Asienmeisterschaften 1989, 1991, 1993, 1995, 1997 und 1999 teil, welche sie alle auch mit ihrem Team gewann. Weiter gewann sie jeweils noch mit ihrer Mannschaft die Silbermedaille bei den Olympischen Spielen 1996 und wurde Vizeweltmeister bei dem Turnier im Jahr 1999.

### Funktionär
Nach ihrer Karriere übernahm sie im Jahr 2003 einen Job beim Pekinger Fußballverband, bei dem sie sich auf die Entwicklung des Frauenfußballs fokussieren sollte. Im Jahr 2007 musste sie dann ihre eigene Fußballschule in Peking wieder schließen, weil das Interesse von neuen Spielerinnen rapide abgelassen hatte.